# باب العلوج

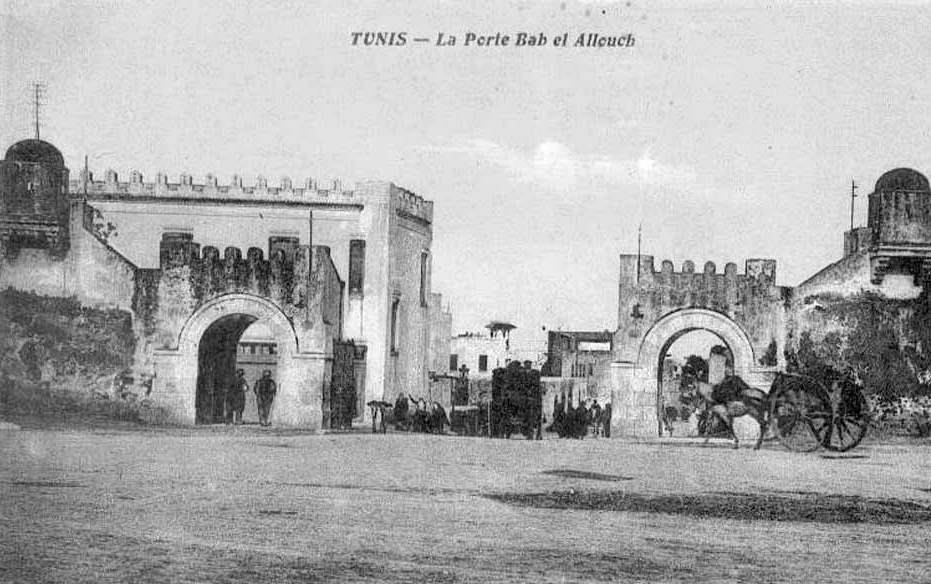
باب العلوج عام 1900

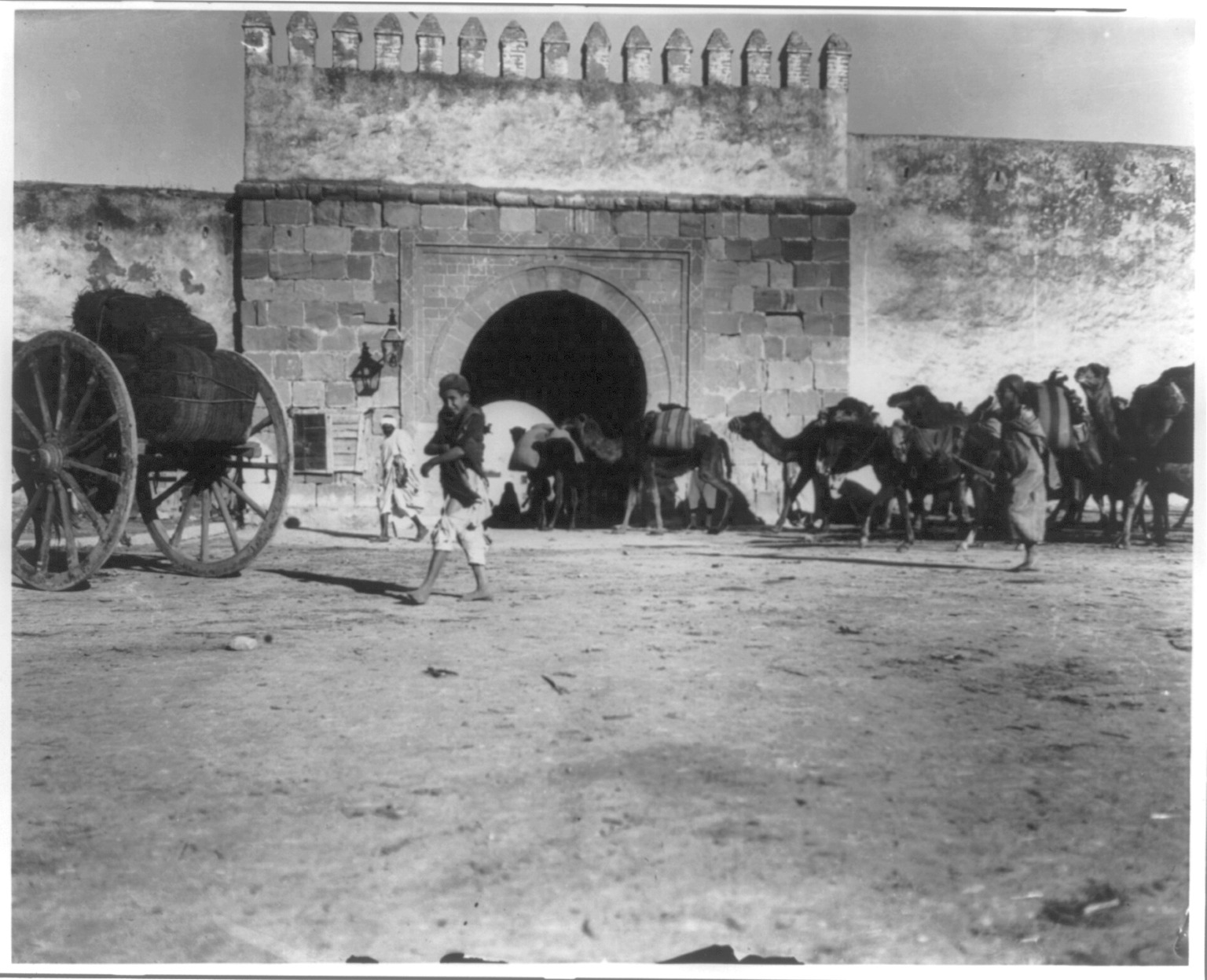
باب العلوج عام 1890

باب العلوج أحد أبواب مدينة تونس العتيقة. بناه السلطان الحفصي أبو إسحاق إبراهيم المستنصر (1349-1369)، وسماه باب الرحيبة (أي باب الساحة الصغيرة). وفي عام 1435 م، قام السلطان الحفصي أبو عمرو عثمان باستدعاء عائلة أمه من إيطاليا، وأسكنها بالحي المجاور للقصبة، والذي صار يسمى رحبة العلوج (من العلج، وهو الأجنبي الأوروبي)، وبذلك سمي الباب بـباب العلوج.